# Corea del Nord ai Giochi olimpici
La Corea del Nord ha partecipato per la prima volta ai Giochi olimpici estivi nel 1972.
Gli atleti nordcoreani hanno in totale 56 medaglie, 54 ai Giochi olimpici estivi e 2 ai Giochi olimpici invernali.
Il Comitato Olimpico della Repubblica Popolare Democratica della Corea, creato nel 1953, venne riconosciuto dal CIO nel 1957.

## Medaglieri

### Medaglie alle Olimpiadi estive
| Giochi              | Oro              | Argento          | Bronzo           | Totale           |
| ------------------- | ---------------- | ---------------- | ---------------- | ---------------- |
| 1972 Monaco         | 1                | 1                | 3                | 5                |
| 1976 Montreal       | 1                | 1                | 0                | 2                |
| 1980 Mosca          | 0                | 3                | 2                | 5                |
| 1984 Los Angeles    | non partecipante | non partecipante | non partecipante | non partecipante |
| 1988 Seul           | non partecipante | non partecipante | non partecipante | non partecipante |
| 1992 Barcellona     | 4                | 0                | 5                | 9                |
| 1996 Atlanta        | 2                | 1                | 2                | 5                |
| 2000 Sydney         | 0                | 1                | 3                | 4                |
| 2004 Atene          | 0                | 4                | 1                | 5                |
| 2008 Pechino        | 2                | 1                | 3                | 6                |
| 2012 Londra         | 4                | 0                | 2                | 6                |
| 2016 Rio de Janeiro | 2                | 3                | 2                | 7                |
| 2020 Tokyo          | non partecipante | non partecipante | non partecipante | non partecipante |
| 2024 Parigi         | 0                | 2                | 4                | 6                |
| Totale              | 16               | 18               | 27               | 61               |

### Medaglie alle Olimpiadi invernali
| Giochi              | Oro              | Argento          | Bronzo           | Totale           |
| ------------------- | ---------------- | ---------------- | ---------------- | ---------------- |
| 1964 Innsbruck      | 0                | 1                | 0                | 1                |
| 1968 Grenoble       | non partecipante | non partecipante | non partecipante | non partecipante |
| 1972 Sapporo        | 0                | 0                | 0                | 0                |
| 1976 Innsbruck      | non partecipante | non partecipante | non partecipante | non partecipante |
| 1980 Lake Placid    | non partecipante | non partecipante | non partecipante | non partecipante |
| 1984 Saraievo       | 0                | 0                | 0                | 0                |
| 1988 Calgary        | 0                | 0                | 0                | 0                |
| 1992 Albertville    | 0                | 0                | 1                | 1                |
| 1994 Lillehammer    | non partecipante | non partecipante | non partecipante | non partecipante |
| 1998 Nagano         | 0                | 0                | 0                | 0                |
| 2002 Salt Lake City | non partecipante | non partecipante | non partecipante | non partecipante |
| 2006 Torino         | 0                | 0                | 0                | 0                |
| 2010 Vancouver      | 0                | 0                | 0                | 0                |
| 2014 Soči           | non partecipante | non partecipante | non partecipante | non partecipante |
| 2018 Pyeongchang    | 0                | 0                | 0                | 0                |
| 2022 Pechino        | non partecipante | non partecipante | non partecipante | non partecipante |
| Totale              | 0                | 1                | 1                | 2                |